# Perípolos
Los perípolos (en griego: περίπολοι, perípoloi, en singular, περίπολος, perípolo, formado por περί (alrededor) y πέλομαι (moverse), palabra que significa literalmente «los que se mueven alrededor» y que puede traducirse por «patrulleros») eran, en la antigua Grecia, un cuerpo de tropas móviles formado por efebos que pasaban un periodo de adiestramiento antes de convertirse en ciudadanos y poder servir como hoplitas.

## La institución en la época clásica en el Ática

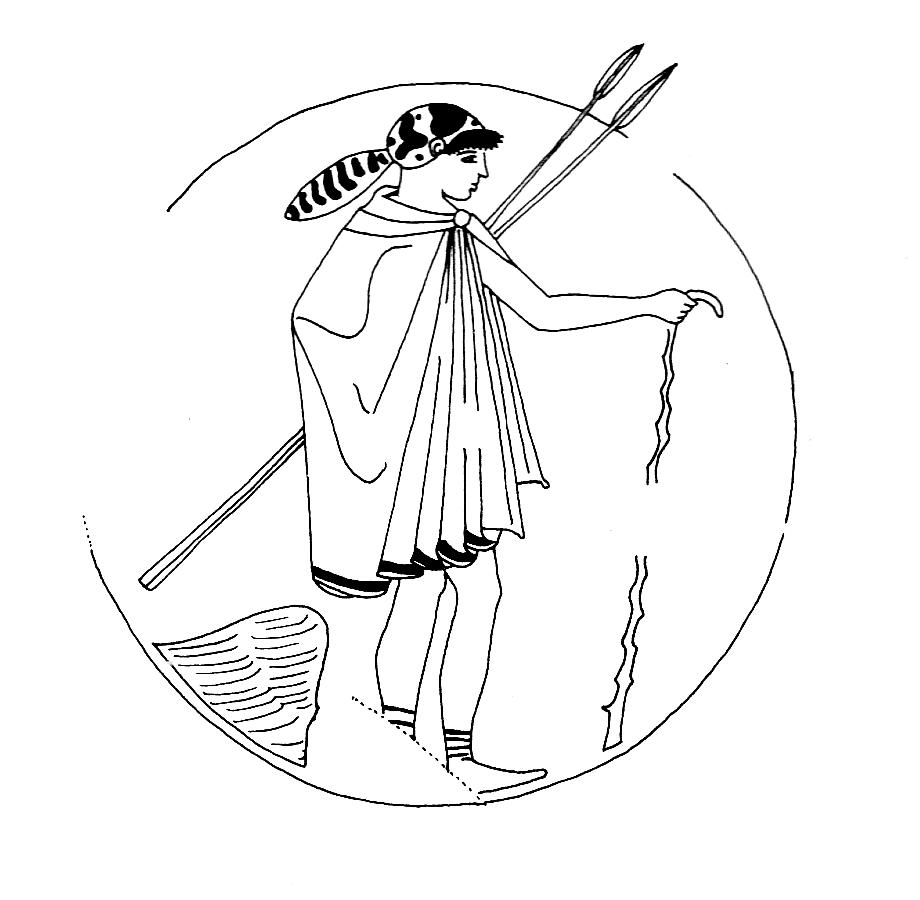
Un perípolo montando guardia, tondo de un kílix del Pintor de Briseis, 500-450 a C., Museo de Leipzig.

No pertenecían a un grupo jurídicamente definido, ya que podían ser efebos, metecos o ciudadanos jóvenes.
Formaban parte de las tropas de reserva y servían en las guarniciones, custodiando el territorio o en algunas misiones especiales. El cuerpo de los perípolos estaba constituido principalmente de néôtatoi («los más jóvenes», de 18 a 19 años), dicho de otra manera, de efebos, y de metecos, es decir por individuos que no eran -o no lo eran aún- ciudadanos. Su misión principal, como su nombre indica, era patrullar las fronteras del territorio, y se les diferenciaba de otra categoría de soldados que aseguraban la defensa del territorio, los hidruménoi, que guardaban las fortificaciones. Estos eran reclutados entre los presbytéroi (de 50 a 59 años de edad), mientras que los péripoloi eran reclutados entre los néôtatoi y los néoi (de 20 a 29 años).
Probablemente puedan ser identificados con los agronómoi destinados a la defensa y vigilancia de la chora ática según Platón.
Los oficiales que mandaban los contingentes de perípolos eran los peripolarcos (peripolarkhos), que eran elegidos a mano alzada por la Asamblea del pueblo. Los peripolarcos o peripolarcas, cuyo nombre exacto se ignora, estaban a las órdenes del strategos del territorio, uno de los diez estrategos atenienses a quienes se les encargaba la defensa del Ática. Pero la autoridad suprema residía en la Asamblea, porque sólo ella podía votar las decisiones militares importantes.
Aunque fuesen patrulleros, los perípolos dependían siempre de un fuerte, variable según su misión. Estos fuertes no eran los  péripolion, como podría creerse (esta palabra nunca fue utilizada en el Ática), sino los phrourion (fortalezas) y los phylaktèrion (puestos de guardia). Por otra parte, se constata que los diferentes contingentes de perípolos no tenían una zona de patrullaje habitual, sino que eran enviados aquí y allá según las necesidades.
Eran formados en función de sus necesidades específicas, (equipamiento ligero, movilidad, armas arrojadizas) en El Pireo, mientras eran efebos, pero lo más corriente era sobre la marcha. Con frecuencia eran falangitas ligeros, que defendieron a la ciudad de Atenas durante las guerras médicas y durante la guerra arquidámica (primera fase de la guerra del Peloponeso). Podían luchar también como arqueros, en los escuadrones de caballería, o como exploradores.
La financiación de los perípolos, es decir, el pago de su equipamiento, de sus raciones alimenticias y de sus salarios, se hacía mediante liturgias y mediante financiación pública.

## Perípolos ychôra: el papel militar
El territorio de la polis se componía de la ciudad (el asty), del territorio de la polis (la chôra), y de los confines del territorio (los eschatiai). Este territorio heterogéneo formaba el espacio cívico de la ciudad, e igualmente constituía un espacio estratégico, es decir, un territorio a defender. Para implicar a los ciudadanos en la defensa  de la chôra, eran empleados dos métodos: arreglarlo con una parte de los ciudadanos que poseían tierras cercanas a los confines, por otra parte, con los que pasaban años de servicio militar en el ejército de defensa territorial, y sobre todo con los perípolos.
La estrategia defensiva del territorio evolucionó en Atenas en la época clásica. A la estrategia tradicional que tenía por principal objetivo, a menudo una batalla ordenada contra el invasor, preservar el territorio de la chôra de cualquier invasión enemiga, le sucedió la estrategia  de Pericles que sacrificaba la protección del territorio en provecho de la defensa de la ciudad y del imperio marítimo. La población se refugiaba detrás de los Muros Largos y abandonaba la chôra a las tropas adversarias. En el siglo IV a  C., la estrategia de la ciudad, intermedia entre las dos precedentes, se hizo más pragmática, adoptando «un tipo de compromiso estratégico que no subordinaba totalmente ni la ciudad al territorio, ni el territorio a la ciudad».
En el marco de esta última estrategia de defensa del territorio, los perípolos debían en tiempos de guerra, señalar la llegada de fuerzas hostiles, poner a cubierto a la población rural y hostigar a los invasores para frenar su avance y evitar que se dispersasen en grupos de saqueadores por la campiña. En tiempos de paz, localizaban y rechazaban a los ladrones y piratas, y aseguraban un servicio de gendarmería a lo largo de las fronteras, y que también tenía la tarea de delimitarlas.
Los perípolos no tomaban parte más que excepcionalmente en campañas militares: se los encuentra dos veces en Megara, y quizás en la toma de la isla de Esfacteria, o de la Expedición a Sicilia.
A este respecto, son mencionados por Tucídides en dos pasajes de su Historia de la Guerra del Peloponeso:
- En el verano de 424 a  C. el estratego ateniense Demóstenes al mando de un contingente formado por infantes ligeros plateos y por perípolos se emboscaron por la noche en el templo de Enialo (epíteto de Ares) al este de Nisea, puerto de Megara, para atacar los Muros Largos de esta polis, en connivencia con la facción popular megarea conjurada contra la aristocrática.[5] Cuando los populares abrieron las puertas de la ciudad y mataron a los guardias, los perípolos y los plateos entraron corriendo, entablaron combate contra la guarnición peloponesia a la que vencieron, así como a aquellos que acudieron en su auxilio y aseguraron el paso franco a los hoplitas atenienses que iban detrás.[6]
- En 411 a  C. el general y oligarca ateniense, Frínico, a su regreso a Atenas de una embajada a Esparta, fue asesinado por un perípolo con la ayuda de un cómplice argivo en el Ágora, atestada de gente, a plena luz del día. El argivo, torturado por los Cuatrocientos, no reveló el nombre del instigador del crimen.[7] Sobre el nombre de este perípolo las fuentes divergen: Plutarco dice que se llamaba Hermón,[8] a quien Tucídides menciona como comandante de los perípolos de Muniquia.[7] El logógrafo ateniense Lisias dice que se trataba de Trasíbulo de Calidón o Apolodoro de Megara.[9] Licurgo de Atenas da los mismos nombres pero con una versión diferente del asesinato.[10]

## El papel cívico de los perípolos

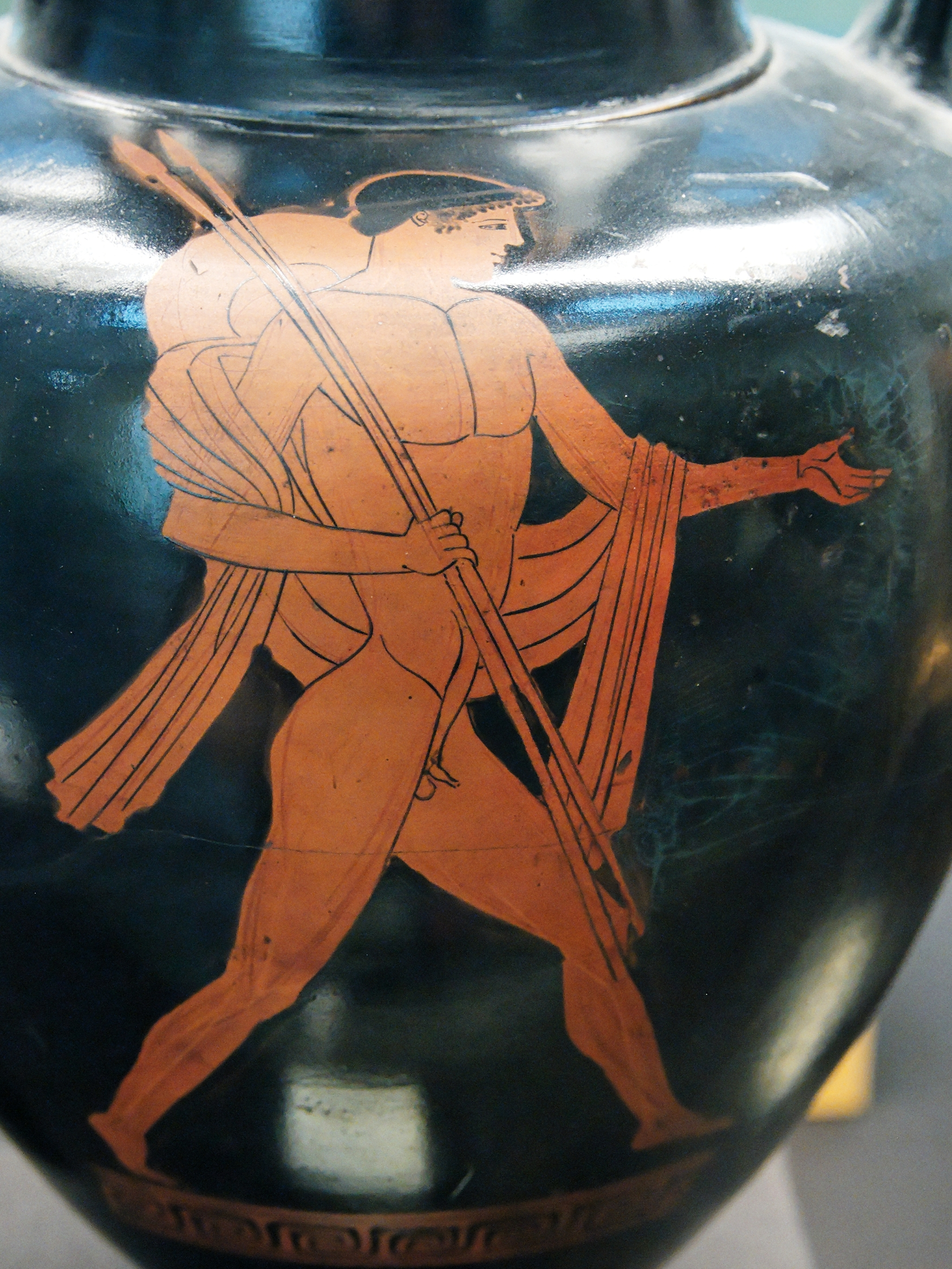
Efebo portando una cinta roja en los cabellos, un pétaso en torno al cuello y un himatión en los brazos, equipado con dos jabalinas y una espada. Lecito de mediados del siglo V a. C. Museo Arqueológico Nacional en Madrid.

El estrecho lazo que mantuvo el cuerpo de los perípolos con la efebía ilustra bien la voluntad de formar a los futuros ciudadanos no sólo con las armas, sino en cuestiones militares cuyo conocimiento les sería esencial durante los debates en la Asamblea.
El hecho de que los thetes y metecos fueran numerosos entre los perípolos para asegurar el servicio militar, refuerza su   adhesión a la democracia, y permite, por otra parte, la emergencia de un ejército democrático: anteriormente el ejército, dominado por la aristocracia, era mayoritariamente favorable a un régimen oligárquico. El episodio de la muerte de Frínico es en este aspecto ejemplar: los perípolos estaban en el corazón del complot contra el régimen oligárquico de los Cuatrocientos y sostenían a los demócratas.
Parece, de sobra, que los perípolos constituían un contrapeso a los excesos de la polis, porque simbolizaban justamente lo era el exterior de la ciudad. La ciudad era exclusiva, socialmente rígida, determinada, afecta a la aristocracia y que exaltaba las batallas. Los perípolos eran plurales, integradores, pragmáticos, democráticos; preferían la escaramuza, más racional.
El papel cívico de los perípolos se manifestaba en la práctica religiosa. En Epiro, eran afectos a las divinidades  de los eschatiai: Pan y las ninfas, Artemisa y Dioniso. En Ática, los perípolos participaban en los cultos locales, tales como los del santuario de Deméter y Perséfone en Eleusis, del santuario de Temis y Némesis en Ramnunte, o en el santuario de Poseidón en Sunio. Participaban asimismo en las festividades religiosas, como las Dionisias rurales o en los concursos ancestrales de las Halôa.

## Genealogía de la institución
Los perípolos tienen orígenes mitológicos. La leyenda de Teseo parece ser la fundadora, así como la de Melanto. Los dos son hombres jóvenes que han ganado su ascenso social en el curso de los combates en los eschatiai, con ayuda de la astucia. Los perípolos evolucionaron, y su evolución bajo Licurgo pudo estar influenciada, por la institución platónica ficticia de la Agronomía. Los agrónomos se parecen extrañamente a los perípolos y además, la ciudad de los magnetos tenía de hecho en Atenas otro nombre, la Atenas ideal que deseaba Platón. 
En cuanto a la región de origen de los perípolos parece que fuera la de Sición, donde existían desde el siglo VII a. C.
Situar esta institución entre las análogas o vecinas es muy complejo. El peripolato puede ser comparado, hasta cierto punto, con la Cripteia lacedemonia. Coexistieron en Atenas, hasta las reformas de Licurgo, dos instituciones vecinas: la efebía, reservada a las dos primeras clases censitarias (hippeis y zeugitas), y el peripolato, reservado a los tetes. La duración del servicio en el cuerpo de los perípolos no duraba normalmente más que un año. Este servicio era obligatorio.
Fuera del Ática y de Sición, se encuentra a los perípolos en la Grecia noroccidental. Las ciudades epirotas habrían imitado las instituciones de su ciudad madre, Corinto o Corcira. La duración del servicio de estos perípolos parece más larga que la de sus homólogos atenienses, pero eran menos numerosos. A diferencia de los del Ática, los perípolos eran siempre nativos, mientras que los peripolarcos podían ser extranjeros. La organización de los perípolos se hacía en contingentes más autónomos y se insertaban en un sistema político menos centralizado: pequeñas comunidades tuvieron perípolos y las ciudades de estas comunidades constituían los eschatiai, que les proporcionaban oficiales competentes.
Los perípolos epirotas parecían muy piadosos y realizaban consagraciones a las divinidades de los eschatiai.

## La evolución de la institución en el Ática
La primera evolución importante que se conoce del peripolato tuvo lugar con las reformas de Licurgo. Este ateniense era un reformador austero y determinado, cuyo objetivo era dotar a Atenas de los medios necesarios para vengarse del Reino de Macedonia después del año 334 a. C. Para ello, reformó brillantemente las finanzas de la ciudad, aumentó los gastos militares y emprendió numerosas reformas en este campo, sobre todo la reforma de la efebía, dato que conocemos por la Constitución de los atenienses de Aristóteles. Este texto describe los mandos efébicos: cosmetas, sofronistas, locagos de los efebos, y a los propios efebos, quienes parecen trazo a trazo, perípolos por sus misiones y armamentos. La principal diferencia era que todos los ciudadanos a partir de entonces participaban de esta actividad. Si la palabra perípolos fue abandonada, es porque en lo sucesivo todos los ciudadanos eran perípolos durante un año, y después permanecían acantonados un año en El Pireo. La época licúrguea corresponde a una abundancia de inscripciones efébicas; el objetivo nacionalista de esta reforma se hace transparente.
En la época de dominación macedonia se nota la desaparición de las inscripciones efébicas en los confines del territorio, signo de que la efebía volvió a ser aristocrática, puesto que volvió a ser anual y abandonó su año de servicio como perípolo; signo también de las dificultades financieras de Atenas.
Desde la liberación del año 229 a. C., aparecen nuevos soldados en las inscripciones, los  hypaithroi, que parecen ser los sucesores de los perípolos. Como su nombre indica («soldados al aire libre»), patrullaban la chôra y podían dormir al raso. Principalmente eran ciudadanos atenienses. Su existencia no impidió la persistencia de los efebos, cuya actividad en las fronteras parece que conoció una renovación.
La conquista romana puso seguro fin a las actividades de los perípolos y asimilados, pero continuaron apareciendo en la literatura romana heléfona. Dionisio de Halicarnaso, sobre todo, hace mención de los perípolos cuando  Pericles les rinde homenaje en su Oración fúnebre. Pero Dionisio a menudo emplea el  término perípolos a propósito: se esfuerza por encontrar un paralelismo entre las instituciones griegas y romanas, incluso haciendo perípolos a todos los guardias de fronteras o centinelas. Se constata en Luciano de Samosata, que el modelo ateniense perduró, ya que utiliza las instituciones atenienses en sus obras de ficción.